# Veliki Prolog
Veliki Prolog – wieś w Chorwacji, w żupanii splicko-dalmatyńskiej, w mieście Vrgorac. W 2011 roku liczyła 499 mieszkańców.